# Prepona cincta
Prepona cincta är en fjärilsart som beskrevs av Hans Fruhstorfer 1905. Prepona cincta ingår i släktet Prepona och familjen praktfjärilar. Inga underarter finns listade i Catalogue of Life.